# ISO 3166-2:FM
ISO 3166-2:FM est l'entrée pour les États fédérés de Micronésie dans l'ISO 3166-2, qui fait partie du standard ISO 3166, publié par l'Organisation internationale de normalisation (ISO), et qui définit des codes pour les noms des principales administration territoriales (e.g. provinces ou États fédérés) pour tous les pays ayant un code ISO 3166-1.

## État (4)
Les noms des subdivisions sont listés selon l'usage de la norme ISO 3166-2, publiée par l'agence de maintenance de l'ISO 3166 (ISO 3166/MA).
```
FM-TRK
 
Chuuk

FM-KSA
 
Kosrae

FM-PNI
 
Pohnpei

FM-YAP
 
Yap
```

Historiques des changements
- 3 novembre 2014 : Mise à jour de la Liste Source
- 18 décembre 2014 : Alignement de la forme courte anglaise et française en majuscules et minuscules avec UNTERM
- 27 novembre 2015 : Mise à jour de la Liste Source